# Карлиђеле (Вранча)
Карлиђеле (рум. Cârligele) насеље је у Румунији у округу Вранча у општини Карлиђеле. Oпштина се налази на надморској висини од 119 m.

## Становништво
Према подацима из 2002. године у насељу је живело 2927 становника, од којих су сви румунске националности.

### Хронологија
| Година       | 1992 | 1993 | 1994 | 1995 | 1996 | 1997 | 1998 | 1999 | 2000 | 2001 | 2002 | 2003 | 2004 | 2005 | 2006 | 2007 | 2008 | 2009 | 2010 | 2011 | 2012 | 2013 | 2014 | 2015 | 2016 | 2017 |
| ------------ | ---- | ---- | ---- | ---- | ---- | ---- | ---- | ---- | ---- | ---- | ---- | ---- | ---- | ---- | ---- | ---- | ---- | ---- | ---- | ---- | ---- | ---- | ---- | ---- | ---- | ---- |
| Становништво | 2949 | 2894 | 2872 | 2841 | 2872 | 2856 | 2883 | 2898 | 2902 | 2915 | 2949 | 2924 | 2947 | 2917 | 2913 | 2923 | 2947 | 2957 | 2949 | 2943 | 2958 | 2972 | 2984 | 2972 | 2958 | 2958 |